# 前列腺尿道痉挛
前列腺尿道痉挛是因为前列腺有α1-肾上腺能受体，前列腺体也包含了平滑肌组织；受凉时引起前列腺尿道痉挛，排尿时出现前列腺内尿液逆流。

通常情况下，反复前列腺内尿液逆流引起化学性前列腺炎（属慢性非细菌性前列腺炎范畴），同时，尿液滞留前列腺内日久，也是形成前列腺结石的主要原因。一旦生殖泌尿系存在感染，影响到尿液，前列腺内逆流尿液即成为前列腺的感染源。
前列腺尿道痉挛引起前列腺尿道内压力（尿道阻力成分）间歇性升高，然而，常被医患忽视；实际上，前列腺尿道内压力间歇性升高与良性前列腺增生症持续性排出阻力增加一样，是引起膀胱逼尿肌功能损害的原因。
尿流率图检查，描记出的尿流曲线呈齿型波；最大尿流率正常，平均尿流率时间相对延长；是前列腺尿道痉挛引起前列腺尿道内压力（尿道阻力成分）间歇性升高在尿流率图检查中表现特征。